# Middenstem
De middenstem, middenregister of mixed voice is een wijze van zingen en is een onderdeel van het modaal stemregister. Het geldt als een van de moeilijkere stemregisters om te beheersen. Er is  daadwerkelijk een techniek voor nodig om dit register ten volle te benutten. Het middenregister wordt gebruikt voor de hogere noten. Vooral bij mannen is dit nuttig omdat hun hoge noten anders veel te licht klinken via de gewone kopstem. De middenstem projecteert een "voller" geluid. Vandaag de dag gebruikt elke tenor dit stemregister. Dat is de reden dat de hoge noten van een tenor klinken alsof ze die in hun gewone borststem zingen. Ook vrouwen gebruiken dit stemregister.